# Protestantische Kirche Saint-Michel (Allenwiller)

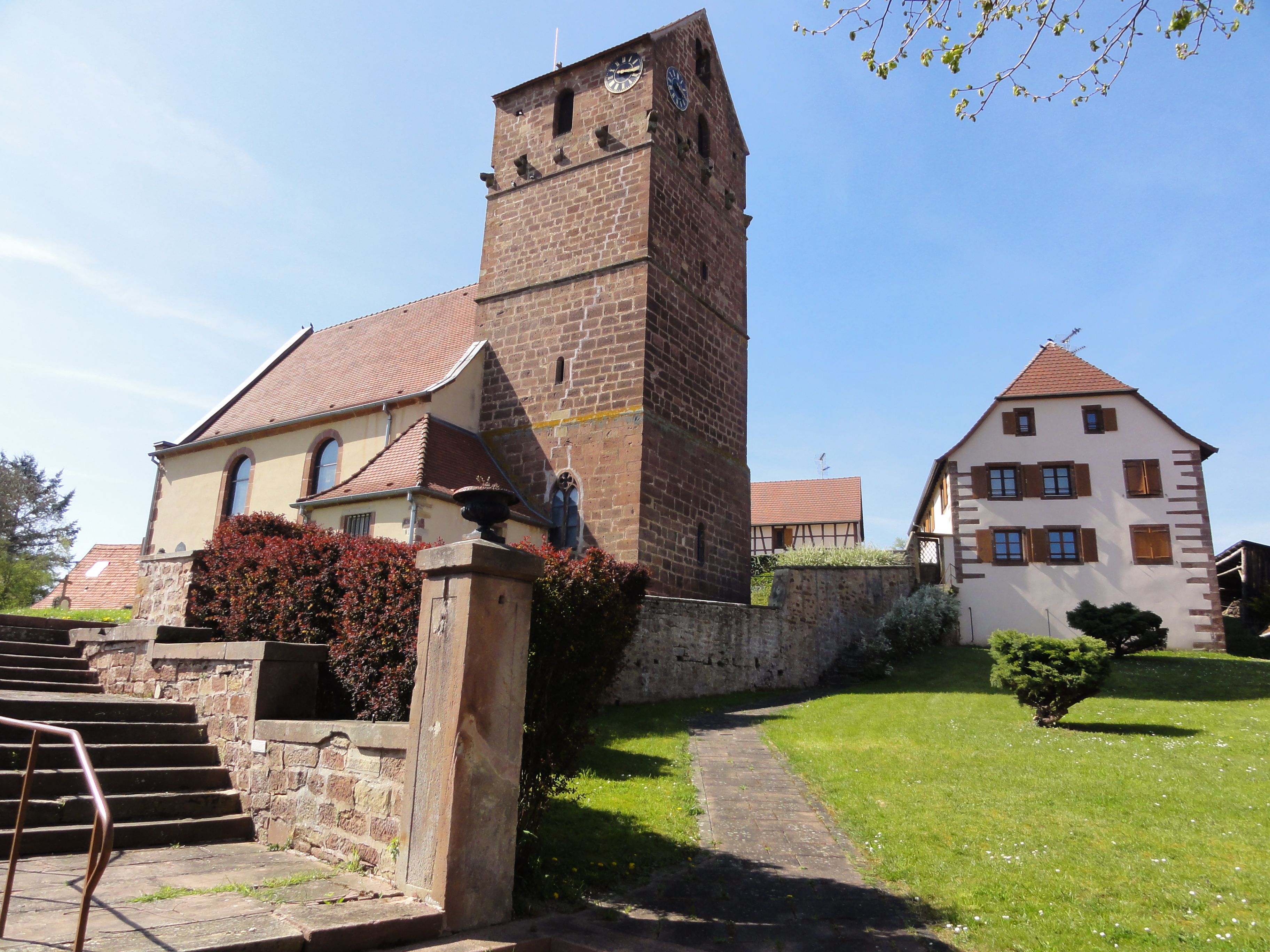
Kirche Saint-Michel zu Allenwiller

Die Protestantische Kirche Saint-Michel (französisch Église protestante Saint-Michel) ist ein Kirchengebäude der lutherischen Protestantischen Kirche Augsburgischen Bekenntnisses von Elsass und Lothringen in Allenwiller (Département Bas-Rhin) in Frankreich. Allenwiller bildet gemeinsam mit Romanswiller eine Kirchengemeinde. Die Kirche ist eingetragen im Verzeichnis des kulturellen Erbes in Frankreich.

## Geschichte
Ältestes Bauteil der dem heiligen Erzengel Michael geweihten Kirche ist der romanische Chorturm einer Wehrkirche aus dem 12./13. Jahrhundert. Im obersten Geschoss des Turmes sind noch die Kragsteine eines Wehrgangs sichtbar.
Ab der zweiten Hälfte des 16. Jahrhunderts war Allenwiller Teil der Grafschaft Hanau-Lichtenberg. Mit der Einführung der Reformation in der Grafschaft wurde auch die Kirche lutherisch. Nach der „Reunion“ wurde 1687 auf Anordnung der französischen Regierung ein Simultaneum eingeführt und die Kirche gemeinsam von Lutheranern und Römisch-katholischen genutzt. 1739 wurde das alte Langhaus durch eine neue Saalkirche ersetzt, was eine erhaltene Bauinschrift belegt. Das Simultaneum endete 1907 mit der Weihe der neuen römisch-katholischen Kirche Saint-Michel in Allenwiller.